# Rubídium-trijodid
A rubídium-trijodid egy rubídiumból és jódból álló kémiai vegyület képlete RbI3.

## Előállítása
Rubídium-jodid és jód vizes oldatának hevítésével lehet előállítani:
{\displaystyle \mathrm {RbI+I_{2}\longrightarrow RbI_{3}} }

## Tulajdonságai
Kristályai köbösek tércsoport:Pnma. Rács paraméterei: a = 1090,8 pm, b = 665,5 pm és c = 971,1 pm, elemi cellája négy atomot tartalmaz. Kristályszerkezete azonos izotípusú, mint a cézium-trijodidé. 270 °C-ra hevítve rubídium-jodidra és jódra bomlik. A rubídium-trijodid oldódik etanolban, dietil-éterben oldva bomlik.
Régebben hosszú ideig úgy gondolták, hogy a rubídium-trijodid reagál a jóddal, és a reakcióban polijodidok RbI7 és RbI9 keletkeznek. Azonban az újabb kutatások ezt megcáfolták.

## Fordítás
Ez a szócikk részben vagy egészben  a   Rubidiumtriiodid című német Wikipédia-szócikk fordításán alapul.  Az eredeti cikk szerkesztőit annak laptörténete sorolja fel. Ez a jelzés csupán a megfogalmazás eredetét és a szerzői jogokat jelzi, nem szolgál a cikkben szereplő információk forrásmegjelöléseként.